# Beziehungen zwischen der Demokratischen Republik Kongo und den Vereinigten Staaten
Die Beziehungen zwischen der Demokratischen Republik Kongo und den Vereinigten Staaten sind das zwischenstaatliche Verhältnis zwischen der DR Kongo (zwischen 1971 und 1997 als Zaire bekannt) und den Vereinigten Staaten von Amerika (USA). Direkt nach der Unabhängigkeit des Kongo spielten die USA eine wichtige Rolle bei der Absetzung von Patrice Lumumba und dem Aufstieg seines späteren Nachfolgers Mobutu Sese Seko, der während des Kalten Krieges ein wichtiger Verbündeter der USA war, bevor die USA ihn in den 1990er Jahren fallen ließen. Der nach dem Sturz Mobutos beginnende Zweite Kongokrieg endete 2003 mit einem von den USA vermittelten Friedensabkommen. In der Folgezeit intensivierten sich die Beziehungen wieder und die USA leisteten Unterstützung beim Wiederaufbau des Landes.

## Geschichte

### In der Zeit nach der Unabhängigkeit
Die Beziehungen zwischen den Vereinigten Staaten und der DR Kongo begannen inmitten des Kalten Krieges, als der Kongo am 30. Juni 1960 von Belgien unabhängig wurde. Bereits kurz nach der Unabhängigkeit geriet der Kongo in eine Krise: In der Provinz Katanga rief Moïse Tschombé am 11. Juli 1960 die Abspaltung Katangas aus, unterstützt von belgischen, britischen und französischen Rohstoffinteressen. Diplomatisch unterstützten die USA die territoriale Integrität des jungen Staates und die Operation der Vereinten Nationen in Kongo. Bis Januar 1963 gelang es den internationalen und kongolesischen Truppen, auch dank der Unterstützung der USA, den Katanga-Konflikt zu beenden und die Provinz wieder in den Kongo einzugliedern. Parallel dazu spielten die USA eine umstrittene Rolle beim Sturz und der Ermordung Patrice Lumumbas, dem ersten Ministerpräsidenten des Kongos. Lumumba galt den USA wegen seiner neutralistisch-panafrikanischen Politik und seiner Kontakte zur Sowjetunion als unsichere Größe, wobei er der Nähe zum Kommunismus verdächtigt wurde. Präsident Eisenhower soll im August 1960 die Anweisung zur Ermordung Lumumbas gegeben haben. Die CIA prüfte daraufhin mehrere Möglichkeiten Lumumba zu töten, wobei auch die Vergiftung seiner Lebensmittel und sogar seiner Zahnpasta vorgeschlagen wurde. Am 5. September 1960 entließ Präsident Kasavubu Lumumba – mutmaßlich auf US-Anraten – aus dem Amt; Lumumba widersetzte sich zunächst. Wenige Tage später, am 14. September 1960, putschte Oberst Joseph-Désiré Mobutu ermuntert von CIA-Stationschef Lawrence Devlin gegen Lumumba und übernahm faktisch die Kontrolle in Léopoldville (Kinshasa). Letztlich wurde Lumumba am 17. Januar 1961 im von Belgien unterstützten Katanga von separatistischen Kräften ermordet. Die genauen Umstände blieben jahrzehntelang umstritten, doch steht fest, dass amerikanische, belgische und kongolesische Akteure bei Lumumbas Sturz zusammenwirkten. In den nächsten Jahren erlebte die DR Kongo verschiedene Regierungen, wobei die USA versuchten, durch Hilfszahlungen und militärische Unterstützung gegen die Separatisten einen prowestlichen Staat zu schaffen.

### Unter Mobutu Sese Seko (1965–1997)
Am 24. November 1965 putschte Mobutu – inzwischen General – ein zweites Mal und übernahm endgültig die Macht im Kongo. Er etablierte eine autoritäre Herrschaft und benannte das Land 1971 in Zaire um. Seine Regierungszeit war außerdem von beispielloser Korruption und einer Plünderung der Staatskassen begleitet. In den drei Jahrzehnten seiner Herrschaft waren die Beziehungen zwischen den USA und Mobutu Sese Seko von einer engen, interessengeleiteten Kooperation geprägt. Washington betrachtete Mobutu während des Kalten Krieges als verlässlichen Bollwerk gegen den Kommunismus in Afrika und gewährte seinem Regime umfangreiche wirtschaftliche und militärische Hilfe. Ab 1965 erhielt Mobutu Hunderte Millionen US-Dollar an Unterstützung, bis der US-Kongress diese Hilfen 1990 aufgrund von Menschenrechtsbedenken weitgehend stoppte. Auch arbeitete der US-Geheimdienst CIA eng mit Mobutu zusammen: Zaire diente etwa als Nachschubbasis für vom Westen unterstützte Rebellenbewegungen in Nachbarländern. So schleuste die CIA jahrelang Gelder und Waffen über Mobutus Kanäle an antikommunistische Guerillas in Angola. Mobutu galt faktisch als „Mann der CIA“ in Zentralafrika – Beobachter gingen davon aus, dass sein Aufstieg maßgeblich von US-Geheimdiensten mitorganisiert worden war. Mobutu knüpfte zudem diskrete Verbindungen zu westlichen Elitenetzwerken. So war er Mitglied des exklusiven „1001 Clubs“ – eines von Prinz Bernhard der Niederlande gegründeten Kreises von Wirtschaftsmagnaten und Politikern, der die Umweltstiftung WWF finanzierte und informelle Kontakte ermöglichte.
Während die sicherheitspolitische Zusammenarbeit oft im Verborgenen stattfand, pflegte Mobutu auch offiziell enge Kontakte zur US-Regierung. Mehrfach besuchte er die Vereinigten Staaten zu Staatsbesuchen oder Arbeitstreffen. US-Präsident Ronald Reagan etwa empfing Mobutu im August 1983 in Washington und lobte ihn bei dieser Gelegenheit als „eine Stimme der Vernunft und des guten Willens“ in Afrika. Auf der Weltbühne suchte Mobutu immer wieder nach Gelegenheiten, sein Land positiv im Westen darzustellen. Ein berühmtes Beispiel dafür ist der „Rumble in the Jungle“ 1974: Mobutu finanzierte diesen spektakulären Boxkampf zwischen Muhammad Ali und George Foreman mit 10 Millionen US-Dollar und holte damit ein globales Medienereignis nach Kinshasa. Der Kampf – von Promoter Don King organisiert – fand unter der Bedingung in Zaire statt, dass Mobutus Regierung das Preisgeld stellte. Vor Ort inszenierte das Regime den Anlass als Zeichen afrikanischer Stärke und als Symbol der Freundschaft mit den USA, da mit Ali ein amerikanischer Sportheld antrat. Der „Rumble in the Jungle“ verschaffte Zaire weltweite Aufmerksamkeit und kann rückblickend als Höhepunkt der kulturellen Annäherung zwischen Mobutus Regime und den Vereinigten Staaten angesehen werden.

### Mobutus Sturz und die Kongokriege (1990er Jahre)
Nach dem Ende des Ost-West-Konflikts verloren Mobutu und sein Regime ihren strategischen Wert für die USA. Unter dem Druck von Demokratisierungswünschen und aufgrund seines zunehmend desolaten Regierungsstils sank die Unterstützung Washingtons für Mobutu deutlich. 1990 stellte die US-Regierung direkte Hilfen weitgehend ein, und ab 1993 betrachtete man Mobutu offen als Hindernis für Stabilität in der Region. In den 1990er Jahren formierte sich in Zaire zunehmend Widerstand, während Mobutu schwer erkrankte. Die USA nahmen eine Rolle im diplomatischen Übergangsprozess ein, als sich Mobutus Herrschaft ihrem Ende zuneigte. Im April 1997 – kurz bevor Rebellentruppen unter Laurent-Désiré Kabila die Hauptstadt erreichten – erklärte das Weiße Haus öffentlich, Mobutus Ära gehe unweigerlich ihrem Ende entgegen. Man forderte in ungewöhnlich scharfer Tonlage einen politischen Wechsel in Kinshasa. Präsidentensprecher Mike McCurry sprach von dem „Mobutismus“ nur noch als ein Kapitel der Geschichte und betonte, Zaire brauche nun eine Regierung, die den Bedürfnissen des Volkes gerecht werde.  Im Mai 1997 floh Mobutu ins Exil, und Kabila übernahm die Macht in Kinshasa, was von den USA gebilligt wurde, die ihren alten Verbündeten längst fallengelassen hatten.
Kurz nach Mobutus Sturz brach jedoch der Zweite Kongokrieg (1998–2003) aus, an dem zahlreiche afrikanische Staaten beteiligt waren. Laurent-Désiré Kabila zerstritt sich 1998 mit seinen ehemaligen Verbündeten Ruanda und Uganda, die daraufhin erneut in den Kongo einfielen. Diese komplexe Konfrontation – oft als „Afrikanischer Weltkrieg“ bezeichnet – stellte die USA vor diplomatische Herausforderungen. Ruanda und Uganda galten in den 1990ern als Partner der USA, insbesondere Ruandas Präsident Paul Kagame stand nach dem Genozid von 1994 unter amerikanischem Schutz. Anfangs hatten US-Beobachter Verständnis für Ruandas Eingreifen im Ostkongo, da es offiziell der Verfolgung von Völkermord-Milizen diente. Doch im Verlauf des blutigen Konflikts wuchsen international die Vorwürfe, Ruanda und Uganda würden die Rohstoffe des Kongos systematisch ausplündern. Die Haltung Washingtons verschob sich entsprechend: US-Diplomaten signalisierten Kigali und Kampala, dass ihre anhaltende Militärpräsenz und Rohstoffausbeutung im Kongo nicht länger toleriert würden.
Gleichzeitig unterstützten die USA Friedensbemühungen für die DR Kongo. Nachdem Laurent Kabila 2001 einem Attentat zum Opfer gefallen war, übernahm sein Sohn Joseph Kabila die Präsidentschaft. Der junge Präsident suchte rasch Unterstützung bei der internationalen Gemeinschaft. Bereits im Februar 2001 traf Joseph Kabila in Washington mit Ruandas Präsident Kagame zusammen, um eine Friedenslösung auszuloten. Mit diplomatischer Rückendeckung der USA und anderer Akteure endete der Zweite Kongokrieg, der bis zu fünf Millionen Tote gefordert hatte, 2003 formal durch einen umfassenden Friedensvertrag. Die USA unterstützten im Anschluss den UN-Einsatz (MONUC) sowie den Wiederaufbau im Kongo und leisteten humanitäre Hilfe für das vom Krieg verwüstete Land.

### Jüngere Zeit
In den 2000er-Jahren kooperierte die Regierung Kabila mit den USA vor allem im Rahmen von Entwicklungsprojekten, Gesundheitsprogrammen (etwa zur Bekämpfung von HIV/AIDS) und beim Aufbau der neuen kongolesischen Armee. Präsident Joseph Kabila besuchte mehrfach die USA; unter anderem traf er 2003 und 2007 mit Präsident George W. Bush bzw. anlässlich eines Afrika-Gipfels 2014 mit Präsident Barack Obama zusammen. Die amerikanische Diplomatie drängte Kabila zu Wirtschaftsreformen und Maßnahmen gegen Korruption, um das vom Krieg zerstörte Land für Investitionen zu öffnen. Allerdings blieben die Beziehungen nicht frei von Spannungen. Besonders ab 2015 geriet Joseph Kabila international in die Kritik, als sich Anzeichen mehrten, dass er über die verfassungsgemäße Amtszeit hinaus an der Macht bleiben wolle. Die USA forderten einen demokratischen Machtwechsel und drohten mit Sanktionen gegen Kabilas engeren Kreis. Im November 2016 verabschiedete der US-Kongress nahezu einstimmig ein Gesetz, das gezielte Sanktionen gegen kongolesische Regierungsmitglieder vorsah, die einen „friedlichen demokratischen Übergang durch glaubwürdige Wahlen“ behindern.  Diese klare Positionierung Washingtons, gemeinsam mit Druck der EU und der Afrikanischen Union, trug dazu bei, dass Ende 2018, nach zweimaliger Verschiebung, schließlich Präsidentschaftswahlen stattfanden. 2019 wurde Félix Tshisekedi Kabilas Nachfolger als Präsident des Kongos.
Unter Präsident Félix Tshisekedi vertieften sich die diplomatischen Kontakte zwischen Kinshasa und Washington erneut. Tshisekedi suchte aktiv die Unterstützung westlicher Partner, um Reformen umzusetzen und die anhaltenden Konflikte im Ostkongo zu bewältigen. Im Mai 2024 gerieten die Beziehungen jedoch durch einen brisanten Vorfall ins Rampenlicht: Am 19. Mai 2024 versuchte eine bewaffnete Gruppe um den exilierten kongolesischen Oppositionellen Christian Malanga, in Kinshasa einen Putsch gegen Tshisekedi durchzuführen. Malanga kam bei den Kämpfen ums Leben; mehrere Menschen, darunter Unbeteiligte, starben während des gescheiterten Umsturzversuchs. Unter den festgenommenen Putschisten befanden sich drei US-amerikanische Staatsbürger, die offenbar in Malangas Söldnertruppe mitgewirkt hatten. Ein Militärtribunal in Kinshasa verurteilte im September 2024 insgesamt 37 Angeklagte, darunter die drei Amerikaner, wegen „Mord, Terrorismus und Verschwörung“ zum Tode. Bald darauf kam es jedoch zu einer diplomatischen Lösung. Tshisekedi begnadigte die drei US-Bürger im April 2025 und ließ sie in die USA überführen, wo sie angeklagt wurden.
Die Entlassung der US-Bürger fiel in eine Phase intensiver Verhandlungen über ein neues Rohstoffabkommen zwischen der DR Kongo und den USA unter der zweiten Trump-Regierung. Washington hatte Präsident Tshiseked Hilfe im Kampf gegen die von Ruanda unterstützten Rebellen im Ostkongo in Aussicht gestellt, sollte der Kongo im Gegenzug Zugriff auf seine Bodenschätze geben. Anfang 2025 bestätigte Massad Boulos nach einem Treffen mit Tshisekedi, dass auf Bitte der kongolesischen Seite ein Rohstoff-gegen-Sicherheit-Deal geprüft werde. So solle das US-Militär die kongolesischen Streitkräfte ausbilden und ausrüsten, um wichtige Bergbaugebiete und Lieferketten gegen Rebellenangriffe zu sichern, während im Gegenzug US-Unternehmen einen bevorzugten Zugang zu den reichen Rohstoffvorkommen des Kongos erhalten würden. Im Juni 2025 unterzeichneten Ruanda und die DR Kongo im Weißen Haus eine Friedensabkommen.